# Xã Foster, Quận Marion, Illinois
Xã Foster (tiếng Anh: Foster Township) là một xã thuộc quận Marion, tiểu bang Illinois, Hoa Kỳ. Năm 2010, dân số của xã này là 379 người.